# Barış Şimşek
Barış Şimşek (Trabzon, 9 april 1976) is een Turks voormalig voetbalscheidsrechter. Hij was in dienst van FIFA en UEFA tussen 2013 en 2015. Ook leidde hij van 2006 tot 2018 wedstrijden in de Süper Lig.
Op 23 april 2006 leidde Şimşek zijn eerste wedstrijd in de Turkse nationale competitie. Tijdens het duel tussen Beşiktaş en Sivasspor (0–1) trok de leidsman achtmaal de gele kaart. In Europees verband debuteerde hij op 4 juli 2013 tijdens een wedstrijd tussen Teuta Durrës en Dacia Chisinau in de eerste voorronde van de UEFA Europa League; het eindigde in 3–1 en Şimşek trok één keer zijn gele kaart. Zijn eerste interland floot hij op 11 november 2015, toen Jordanië met 2–0 won van Malta. Tijdens deze wedstrijd hield Şimşek zijn kaarten op zak.

## Interlands
| Datum            | Plaats             | Wedstrijd        | Uitslag | Competitie        | Kreeg geel | Kreeg voor de tweede keer geel en dus rood | Weggestuurd |
| ---------------- | ------------------ | ---------------- | ------- | ----------------- | ---------- | ------------------------------------------ | ----------- |
| 11 november 2015 | Istanboel, Turkije | Jordanië – Malta | 2 – 0   | Vriendschappelijk | 0          | 0                                          | 0           |